# Шорен, Луи-Огюст
Луи́-Огю́ст Шоре́н (фр. Louis-August Chorin MEP, 17.07.1888 г., Аленсон, Франция — 29.04.1965 г., Бангкок, Таиланд) — католический прелат, апостольский викарий Бангкока с 10 июля 1947 года по 29 апреля 1965 год, член католической миссионерской конгрегации «Парижское общество заграничных миссий».

## Биография
Луи-Огюст Шорен родился 17 июля 1888 года в Аленсоне, Франция. Посел получения среднего образования вступил в миссионерскую конгрегацию «Парижское общество заграничных миссий». 29 сентября 1912 года был рукоположён в священника.
10 июля 1947 года Римский папа Пий XII назначил Луи-Огюста Шорена апостольским викарием Бангкока и титулярным епископом Полистилуса. 5 октября 1974 года состоялось рукоположение Луи-Огюста Шорена в епископа, которое совершил епископ Се Остав-Луи Паске в сослужении с генеральным супериором «Парижского общества заграничных миссий» епископом Шарлем-Жозе Лемэром и апостольским викарием Куинёна епископом Полем Раймоном-Мари-Марселем Пике.
Луи-Огюст Шорен скончался 29 апреля 1965 года в городе Тхари.